# Rhytiphora rugicollis
Rhytiphora rugicollis là một loài bọ cánh cứng trong họ Cerambycidae.